# Oecetis peruviana
Oecetis peruviana är en nattsländeart som först beskrevs av Banks 1924.  Oecetis peruviana ingår i släktet Oecetis och familjen långhornssländor. Inga underarter finns listade i Catalogue of Life.